# Sommer-Paralympics 1980
Die VI. Sommer-Paralympics fanden vom 21. Juni bis 30. Juni 1980 in Arnhem statt. Die International Stoke Mandeville Games Federation (ISMGF) vergab die Spiele an die Niederlande, nachdem die Sowjetunion die Spiele nicht abhalten wollte, obwohl die Olympischen Sommerspiele im selben Jahr in Moskau stattfanden. Zum ersten Mal nahmen Cerebral-Bewegungsgestörte Sportler an den Paralympics teil.
Teile der Wettbewerbe fanden im Sportzentrum Papendal statt. Maskottchen der Spiele waren zwei Eichhörnchen, die ersten Paralympischen Maskottchen überhaupt.

## Teilnehmende Nationen
Südafrika – von den Olympischen Spielen bereits seit 1964 ausgeschlossen – wurde aufgrund seines Apartheid-Regimes erstmals auch die Teilnahme bei den Paralympics verweigert. Folgende Nationen nahmen teil:
| - Äthiopien - Ägypten - Argentinien - Australien - Bahamas - Belgien - BR Deutschland - Brasilien - Dänemark - DDR - Finnland - Frankreich - Griechenland - Hongkong - Indonesien | - Irland - Island - Israel - Italien - Jamaika - Japan - Jugoslawien - Kanada - Kenia - Kolumbien - Kuwait - Luxemburg - Malta - Mexiko | - Neuseeland - Niederlande - Norwegen - Österreich - Polen - Schweden - Schweiz - Simbabwe - Spanien - Südkorea - Sudan - Tschechoslowakei - Vereinigte Staaten - Vereinigtes Königreich |

## Sportarten
Bei den 6. Sommer-Paralympics Wettkämpfe in 13 Sportarten ausgetragen, das Volleyball-Turnier wurde bei diesen Paralympics sitzend, 1976 in Toronto wurde dies noch stehend ausgetragen.
- Bogenschießen
- Darts
- Gewichtheben
- Goalball
- Leichtathletik
- Lawn Bowling
- Rollstuhlbasketball
- Rollstuhlfechten
- Schießen
- Schwimmen
- Tischtennis
- Volleyball
- Wrestling